# Вишнёвая муха
Вишнёвая муха (лат. Rhagoletis cerasi) — двукрылое насекомое из семейства пестрокрылок (Tephritidae). Повреждает плоды черешни и вишни, особенно сорта среднего и позднего сроков созревания, абрикоса, жимолости, барбариса, черёмухи и снежноягодника.

## Описание
Маленькая чёрная муха длиной около 3—5 мм. Тело блестящее, тёмно-бурое, почти чёрное. На прозрачных крыльях четыре поперечные тёмные полосы. Фасеточные глаза зелёного цвета. Голова, щиток и ноги жёлтые.

## Распространение
Распространена в Евразии, в европейской части России, на Кавказе, в Казахстане, Средней Азии, Западной Сибири и на Алтае.

## Размножение
Яйца откладывает по одному в мякоть плода. Из яиц выходят белые безногие личинки длиной 3—6 мм, которые питаются мякотью спелых плодов. Во время созревания средних и поздних сортов черешни личинки покидают плоды и окукливаются в почве.